# 擬娩
擬娩（ぎべん）は、妻の出産前後に夫が日常的活動を停止して禁忌に服し、妻の出産に付随する行為を意識的・無意識的に模倣する習俗。フランス語「クヴァード (couvade)」の訳語。方言では「くせやみ」[ともくせ]などと称する。